# Боултер, Кэти
Кэти Бо́ултер (Бултер; англ. Katie Boulter; род. 1 августа 1996, Лестер, Великобритания) — британская теннисистка; победительница трёх турниров WTA в одиночном разряде; член сборной Великобритании в Кубке Билли Джин Кинг; финалистка одного юниорского турнира Большого шлема в парном разряде (Открытый чемпионат Австралии-2014).

## Общая информация
Мать — Сью, бывший теннисный тренер; отец — Дэвид.
Начала играть в теннис в возрасте пяти лет, а с восьми лет, стала представлять Великобританию на различных юношеских турнирах. Кумиром в мире тенниса была Серена Уильямс.
Боултер занималась музыкой, игрой на пианино до того, как ее теннисная карьера стало делом жизни. Она также интересуется модой, в 2018 году её фотографии размещены в журнале Vogue.

## Спортивная карьера
Боултер продемонстрировала отличные результаты уже в 2008 году, когда она выиграла юношеский турнир в Риме, в возрасте 11 лет. В 2011 году, в возрасте 14 лет, она стала финалисткой юниорского турнира Orange Bowl.
Кэти претендовала на свой первый титул в парном разряде в Шарм-эш-Шейхе в ноябре 2013 года. А в январе 2014 года британка добилась еще большего успеха в парном разряде и стал финалистом Открытого чемпионата Австралии среди девушек с Иваной Йорович.
В мае 2014 года в Шарм-эш-Шейхе Боултер выиграла свой первый титул в одиночном разряде победив в финале британку Эден Сильву.
2018 год стал самым успешным для неё. Она выиграла свой первый титул ITF-25000 в одиночном разряде в апреле. В мае Боултер выиграла еще один титул в одиночном разряде на турнире в японском городе Фукуока, где в финале переиграла теннисистку из России Ксению Лыкину со счётом 2-1 (5-7 6-4 6-2). Несмотря на поражение в первом раунде квалификации на Ролан Гаррос, Боултер сохранила хорошую форму в сезоне и получила уайлд-кард на турнир WTA в Ноттингеме. Там она достигла своего первого четвертьфинала WTA.
В июле 2018 года она получила уайлд-кард на турнир ITF в Саутси, Великобритания, где уступила Кирстен Флипкенс в финале, а затем получила wildcard в основную сетку Уимблдона, где она выиграла свой первый раунд над Вероникой Сепеде Ройг со счётом 2-1 (6-4 5-7 6-4), но проиграла японской теннисистке Наоми Осака во втором раунде со счётом 0-2 (3-6 4-6).
На Открытом чемпионате Австралии по теннису 2019 года Кэти в первом круге переиграла россиянку Екатерину Макарову 2-1 (6-0 4-6 7-6), а затем уступила Арине Соболенко из Беларуси со счётом 0-2 (3-6 4-6) соответственно.
18 июня 2023 года на турнире категории WTA-250 в Ноттингеме завоевала первый титул WTA в карьере.

## Итоговое место в рейтинге WTA по годам
| Год  | Одиночный рейтинг | Парный рейтинг |
| ---- | ----------------- | -------------- |
| 2023 | 58                |                |
| 2022 | 124               |                |
| 2021 | 148               |                |
| 2020 | 365               |                |
| 2019 | 352               |                |
| 2018 | 100               | 469            |
| 2017 | 199               | 718            |
| 2016 | 368               |                |
| 2015 | 889               | 1 111          |
| 2014 | 411               | 479            |
| 2013 | 775               | 997            |

## Выступления на турнирах

### Финалы турнировWTAв одиночном разряде (4)

#### Победы (3)
| Легенда                     |
| --------------------------- |
| Турниры Большого шлема (0)* |
| Олимпиада (0)               |
| Итоговый турнир WTA (0)     |
| WTA 1000 Mandatory (0)      |
| WTA 1000 (0)                |
| WTA 500 (1)                 |
| WTA 250 (2)                 |

| Титулы по покрытиям | Титулы по месту проведения матчей турнира |
| ------------------- | ----------------------------------------- |
| Хард (1)*           | Зал (0)                                   |
| Грунт (0)           | Зал (0)                                   |
| Трава (2)           | Открытый воздух (3)                       |
| Ковёр (0)           | Открытый воздух (3)                       |

* количество побед в одиночном разряде.
| №  | Дата         | Турнир                        | Покрытие | Соперница в финале | Счёт        |
| -- | ------------ | ----------------------------- | -------- | ------------------ | ----------- |
| 1. | 18 июня 2023 | Ноттингем, Великобритания     | Трава    | Джоди Бёррэдж      | 6-3 6-3     |
| 2. | 3 марта 2024 | Сан-Диего, США                | Хард     | Марта Костюк       | 5-7 6-2 6-2 |
| 3. | 16 июня 2024 | Ноттингем, Великобритания (2) | Трава    | Каролина Плишкова  | 4-6 6-3 6-2 |

#### Поражение (1)
| №  | Дата          | Турнир  | Покрытие | Соперница в финале | Счёт    |
| 1. | 3 ноября 2024 | Гонконг | Хард     | Диана Шнайдер      | 1-6 2-6 |